# Remingtonocetidae
Die Remingtonocetidae sind eine Gruppe ausgestorbener Säugetiere aus der Stammlinie der Wale (Cetacea) aus dem Eozän (vor 49 bis 43 Millionen Jahren), deren Fossilien in Indien und Pakistan gefunden wurden. Zu ihnen gehören die Gattungen Andrewsiphius, Attockicetus, Dalanistes, Kutchicetus und Remingtonocetus.
Die Vertreter der Remingtonocetidae lebten wahrscheinlich amphibisch, jagten mit ihren langen Schnauzen nach Art der heutigen Otter nach Fisch. Sie waren schon besser an das Leben im Wasser angepasst als die Ambulocetidae.
Ihre kleinen Augen und die weit auseinander stehenden Ohren deuten darauf hin, dass sie sich unter Wasser mit dem Gehör orientierten.